# Bernard Mandeville
Bernard Mandeville (com preferí anomenar-se als darrers anys de la seva vida) o Bernard de Mandeville (Rotterdam, Països Baixos, 15 de novembre de 1670 – Hackney, Anglaterra, 1733) fou filòsof, metge, economista, polític i escriptor satíric. Pertanyia a una rica família de polítics i metges neerlandesos i les notícies que tenim sobre la seva vida són fragmentàries.
L'any 1692 a seva família fou desterrada de Rotterdam, a Amsterdam per causa d'uns aldarulls provocats pels impostos en què s'havia implicat el seu pare dos anys abans i per un poema satíric escrit pel jove Bernard: a la mort del pare va viatjar a Anglaterra segurament el 1693. Allí treballà com a metge especialitzat en malalties nervioses i escrigué en anglès les seves obres més significatives. Per la seva activitat com a metge l'any 1693 va ser acusat a Londres d'exercir sense títol i va patir un procés judicial.
En l'àmbit mèdic és autor de A Treatise of the Hypochondriack and Hysterick Passions (1711, 1715, 1730 (l'edició de 1730 es publicà com A Treatise of the Hypochondriack and Hysterick Diseases)), una de les obres pioneres de la psicologia mèdica.
Mandeville en l'etapa neerlandesa havia publicar una Oratio scholastica de medicina en 1685. Presentà una tesi de medicina en 1689 a la Universitat de Leiden, De brutorum operationibus, on defensava la teoria cartesiana del mecanicisme en els animals i en 1691 es graduà com a metge. També escrigué l'assaig: Disputatio medica inauguralis de chylosi vitiata (sobre digestió). De fet als Països Baixos tenia ja fama de llibertí i materialista.
Es feu famós, però, amb La faula de les abelles, la primera gran defensa de l'egoisme com a font de la moralitat i del consumisme com a motor de l'economia. L'altra obra que l'ha converit en un clàssic de la sociologia una defensa de la legalització de la prostitució: A Modest Defence of Publick Stews (1715). Protegit per Macclesfield, que havia estat Ministre de Justícia entre 1710 i 1718, Mandeville, fou un precursor del liberalisme i del radicalisme polític; va obrir les portes a l'utilitarisme i les seves obres conegueren una enorme popularitat a l'època. Va morir de grip el 21 de gener de 1733 a Hackney.

## Les passions en la vida humana
Les passions són per a Mandeville el motor de la vida humana; ens governen, vulguem o no. Les passions dominants són l'amor de si mateix (self-love) i l'amor propi (self-liking): el primer coincideix amb l'instint d'autoconservació, sobre el qual havia escrit Hobbes, mentre l'amor propi es remet a la idea l'amour-propre il·lustrat al qual havia fet referència el cartesià Pierre Nicole, val a dir al desig innat que l'home té per tal de ser ben considerat i lloat pels seus actes. És d'aquesta font psicològica que deriva el progrés i el creixement econòmic.

## La faula de les abelles

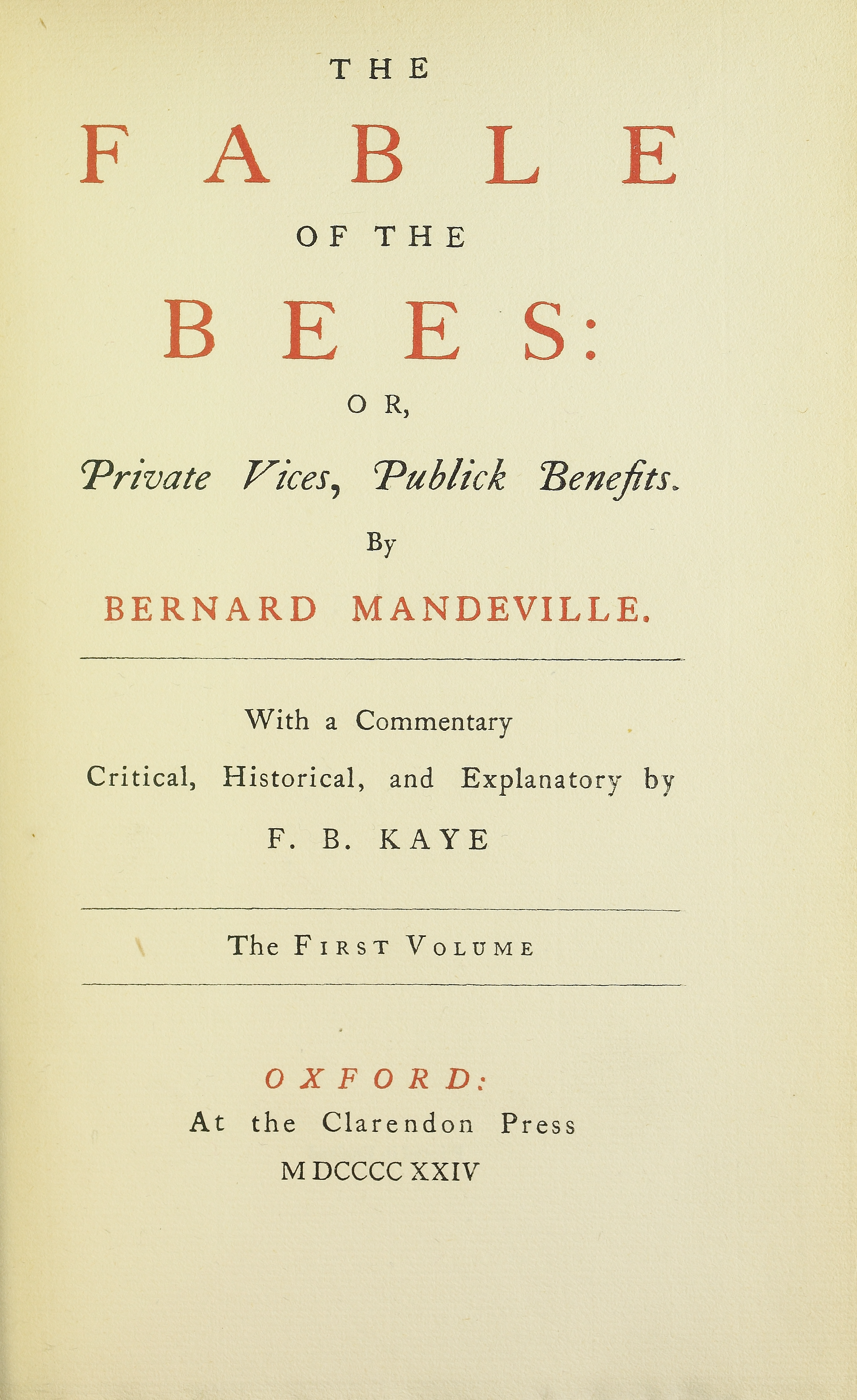
Fable of the bees, 1924

L'any 1714 la publicació de La faula de les abelles provocà un gran escàndol perquè Mandeville defensava que: els vicis privats produeixen beneficis públics. No és la virtut sinó l'egoisme el motor del progrés, de tal forma que l'absència d'amor propi significaria la mort del progrés, perquè sense recerca del profit personal els individus deixarien d'esforçar-se. L'obra, condemnada pels esperits benpensants de l'època per la seva defensa del consum i de l'hedonisme llibertí, fou condemnada pel Gran Jurat de Middlesex i desencadenà una polèmica, la querella del luxe que en certa manera és consubstancial al liberalisme. La faula de les abelles recollia i ampliava un petit llibre del mateix autor que s'havia publicat anònimament l'any 1705: The Grumbling Hive : or, Knaves Turn'd Honest (El rusc esvalotat o els tramposos convertits en gent honrada) amb consideracions de caràcter polític i moral.
Mandeville havia estat traductor a l'anglès de les Faules de La Fontaine, testimoni de la seva afecció pel gènere literari, que d'altra banda era un recurs que tenia com a finalitat evitar la censura i evocar en el lector el model de l'ordre natural en oposició a la tirania de les passions que dissimula l'estat social. A la Faula de les abelles l'animal antropomòrfic esdevenia una figura de l'home natural i proposava una representació alegòrica d'una societat jerarquitzada i codificada.
Al llibre Mandeville va mostrar que els instruments econòmics de la prosperitat a l'Anglaterra del seu temps no eren ni la modèstia, ni la decència, ni l'honestedat, ni tan sols el sentit de la jerarquia, que l'autor denuncia com a falses virtuts, Són vicis com l'egoisme, la golafreria, l'orgull o la vanitat els qui garanteixen l'opulència i la riquesa de la societat. El luxe de les elits constitueix un poderós motor econòmic. La frugalitat, en canvi, és un sinònim de misèria; no exigeix res de ningú, ni fa cap profit a ningú.

## Posteritat deLa faula de les abelles
Els arguments de Mandeville en favor del consum i del luxe van provocar un ample debat entre els filòsofs de la Il·lustració. Jean-Jacques Rousseau i Voltaire van polemitzar ardidament sobre el tema. Per al primer, el luxe i la propietat privada són formes d'esclavatge, mentre Voltaire al poema Le Mondain va vincular també luxe i progrés.
Al segle xx, l'economista de l'escola austríaca Friedrich Hayek va recuperar les tesis de Mandeville al seu llibre: Law, Legislation and Liberty.